# Кутырки
Кутырки — деревня в Атюрьевском районе Мордовии. Входит в состав Атюрьевского сельского поселения.

## История
В «Списке населённых мест Тамбовской губернии» за 1866 год Александровка (Кутырка) значится владельческой деревней в 9 дворов входящей в состав Спасского уезда.

## Население
| 2002 | 2010 |
| ---- | ---- |
| 26   | ↘11  |

Национальный состав
Согласно результатам Всероссийской переписи населения 2002 года, в национальной структуре населения русские составляли 100 %.